# Jaime Ucrós
Jaime Ucrós García (Neiva, 1 de diciembre de 1918-Bogotá, 17 de abril de 1991) fue un abogado y político colombiano, miembro del Partido Liberal Colombiano.
Ucrós ocupó varios cargos públicos durante su carrera pública a nombre del liberalismo, siendo congresista, diplomático en Naciones Unidas, y Gobernador del Huila entre 1976 y 1977, siendo nombrado por su amigo y colega, el entonces presidente Alfonso López Michelsen, con quien cofundó a finales de los años 50 el partido disidente Movimiento Revolucionario Liberal (MRL).